# Paul Azan
Pour les articles homonymes, voir Azan (homonymie).

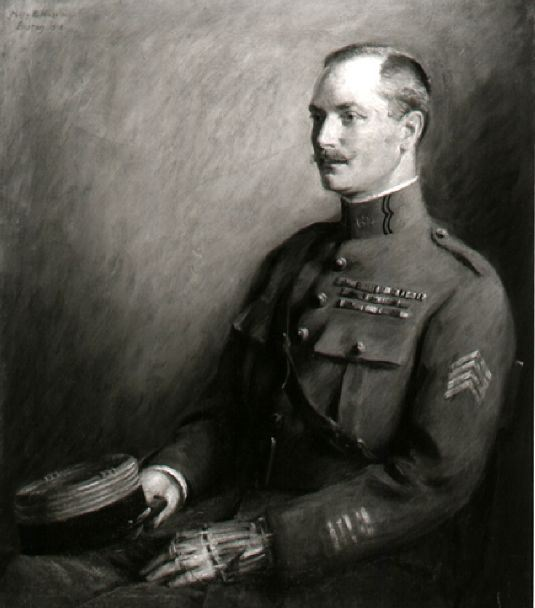
Paul Jean Louis Azan en 1918 peint par Mary Brewster Hazelton.

Armes : D'azur à un rocher d'argent surmonté d'une étoile d'or

Paul Jean-Louis Azan, né à Besançon le 22 janvier 1874 et mort à Lons-le-Saunier le 14 août 1951, est un général et historien français.
Il a dirigé de 1928 à 1933 le Service historique de l'armée. Issu d’une vieille famille franc-comtoise, petit-fils d’un officier ayant servi à la Légion en Espagne, il s’intéresse aux belles lettres et se lie avec Jean de Tinan. Il a reçu le Grand prix de l’empire français pour l’ensemble de son œuvre.

## Le militaire et l'historien
Paul Azan est le fils de Joseph Gilles Ulysse Azan, capitaine adjudant major, originaire de Bayonne (Pyrénées-Atlantiques) et de Marie-Louise Card, originaire de Lons-le-Saunier (Jura) ; il épouse à Paris (XVIe) le 16 avril 1912 Henriette Bouley, puis le 10 septembre 1920 à Paris (XVIe) Françoise Preveraud de La Boutresse.
Sorti en 1897, à 23 ans, de Saint-Cyr, il est affecté pendant cinq ans au 2e régiment de zouaves en Oranie comme Sous-lieutenant et tient garnison dans un petit poste de la frontière algéro- marocaine. Il emporte ses auteurs grecs et latins afin de pouvoir passer successivement sa licence et son doctorat ès lettres avec une thèse très remarquée : Hannibal dans les Alpes. C’est là sa première œuvre d’historien et non, à coup sûr, la moins curieuse ni la moins documentée. Il n’en faut pas davantage pour attirer l’attention sur le jeune officier, qui est muté en 1902, au Service Historique de l’Armée où il demeurera aussi cinq ans.
Il mène en parallèle deux carrières : les armes et la publication et signe alors divers articles de tactique. Il met à profit sa récente expérience nord-africaine pour rappeler dans Recherche d’une solution de la question indigène en Algérie publiée en 1903, l'existence d'un problème algérien. L'assimilation des Arabes est pour lui une utopie, « le problème ne comporte donc aucune solution immédiate », sauf à trouver une solution pratique « lointaine sans doute de cohabitation possible entre Européens et Sémites sans antipathie réciproque en les liant par une chaîne d'intérêts communs».
Lieutenant, il écrit Sidi Brahim en 1905. C’est l’histoire de l’épopée des chasseurs d’Orléans, au mois de septembre 1845. Ce petit marabout perdu dans le bled oranais entré dans la légende beaucoup plus que dans la véritable histoire. Le lieutenant Azan remonte hardiment aux sources, vérifie les moindres faits comme les moindres dates, dégage les responsabilités, exalte la bravoure des chefs, dont certains ont trouvé dans une mort glorieuse l’absolution de leurs erreurs. Il fait aussi la part de l’héroïsme des modestes soldats. L’ouvrage est couronné par l’Académie française.
Promu capitaine à la suite d’une mission d’études en Espagne, il est affecté sur les confins algéro-marocains, séjourne à Aïn Sefra auprès de Lyautey et, à son retour, dans un rapport présenté au ministre, suggère de créer une marche frontière, face au Maroc. Ce rapport est imprimé sous ce titre : la Frontière algéro-marocaine au début de 1907. La même année, il retrace l’histoire de la vieille unité dans laquelle son grand-père a servi : La Légion étrangère en Espagne (1835-1839).
Il prend part à la campagne contre les Beni Snassen et, en 1908, il est détaché au corps expéditionnaire du général d’Amade. Revenu en métropole, en garnison à Autun, il met à jour ses notes et impressions dont la réunion forme les Souvenirs de Casablanca. En août 1914, il rejoint la métropole.
Après un court passage dans un état-major d’armée, il prend le commandement d’une compagnie d’un régiment d’infanterie du 20e corps. Il est blessé, une première fois, sur l’Yser. Nommé chef de bataillon, il est de nouveau blessé lors de l’offensive en Artois de mai 1915. Il doit quitter le champ de bataille. Dans sa chambre d’hôpital, il rédige les règles du combat telles qu’il les conçoit après les rudes expériences de Belgique et de Neuville-Saint-Vaast. Non publié, cet essai n’a pas été mis dans le commerce. Le texte multi copié est très largement répandu et servira de base au règlement officiel de 1920.
Remis de ses blessures, il est d’abord instructeur à la VIe armée sous les ordres de Fayolle, puis de Mangin. Il est ensuite désigné, avec le grade de lieutenant-colonel, comme chef d’une mission d’information que le gouvernement envoie aux États-Unis au printemps de 1917. Cette mission est chargée de former des officiers de réserve américains, à l’université Harvard. Il écrit successivement deux volumes : The War of positions et The Warfare of to day, fait des conférences à Boston, au Lowell Institute, voyage dans tout le sud du pays et reçoit le titre de docteur ès lettres honoris causa de la grande université américaine, avec dans la citation qui résume ses mérites, cet éloge si expressif, en quatre mots : « Every inch a soldier », soldat de la tête aux pieds).
Au lendemain de l’armistice de 1918, chef d’état-major du général Franchet d’Esperey, ses fonctions l’amènent à Constantinople, en Asie Mineure, en Thrace méridionale, puis, il accompagne le général Nivelle aux États-Unis.
Devant faire un temps de commandement, il est affecté au 6e régiment de tirailleurs algérien à Tlemcen. Dans cette ville de culture musulmane, il se lie avec de multiples arabisants et avec des indigènes lettrés. Utilisant d’anciennes notes, il en profite pour achever « l’expédition de Fez », qui paraît avec une introduction du maréchal Lyautey et une préface du général Moinier. Il publie également une biographie d’Abd el-Kader.
Avec son régiment, il est engagé dans la guerre du Rif contre Abd el-Krim. Revenu en France, il y suit les cours du Centre des hautes études militaires à « l’École des maréchaux » puis revient en Afrique comme commandant par intérim de la 1re brigade d’infanterie, à Tunis. Chef du service historique de l’armée en juin 1928, il y reçoit ses étoiles et reste cinq ans à la tête de ce service.

## L'académicien
Il est accueilli par le maréchal Lyautey à l’Académie des sciences coloniales en 1930. Avant l’ouverture de l’exposition coloniale de 1931, il fait sortir, à la demande de Lyautey, les 21 volumes des Armées françaises d’outre-mer. Promu divisionnaire, il met la dernière main à Conquête et pacification de l’Algérie, Œuvre majeure qui rend un vibrant et légitime hommage à l’armée d’Afrique où la Légion et ses « Légionnaires » entrent dans une grande part. Nommé commandant supérieur des troupes de Tunisie en 1934, il remet son épée au fourreau en 1936.
L’écrivain garde la plume et reçoit le Grand prix littéraire de l’Algérie.
L'Académie française lui décerne le prix Montyon en 1906 pour Récits d’Afrique. Sidi Brahim, le grand prix Gobert en 1937 pour L’armée d’Afrique de 1830 à 1852 et le prix Durchon-Louvet, alors appelé Grand Prix de l’Empire (fondation Durchon), en 1944, pour l'ensemble de son œuvre.

## Postes
- 28/10/95-01/10/96 - Eléve-officier à l'École spéciale militaire de Saint-Cyr, sorti Sergent
- 01/10/96-01/07/02 - Sous-Lieutenant puis Lieutenant au 2e régiment de zouaves
- 01/07/02-09/08/07 - Lieutenant puis Capitaine au 102e régiment d'infanterie
- 09/08/07-25/01/09 - Capitaine au 120e régiment d'infanterie
- 25/01/09-28/03/13 - Capitaine au 76e régiment d'infanterie
- 28/03/13-31/07/14 - Capitaine au 101e régiment d'infanterie
- 27/09/14-25/01/15 - Affecté au grade de Capitaine au 153e régiment d'infanterie en campagne
- 25/01/15-22/03/15 - Capitaine au 69e régiment d'infanterie en campagne
- 22/03/15-11/03/17 - Promu Chef de Bataillon, commandant du 2e Bataillon du 69e régiment d'infanterie
- 11/03/17-14/09/18 - Promu Lieutenant-Colonel au 69e régiment d'infanterie et Chef de mission chargé de la formation des éléves-officiers d'Harvard
- 17/11/18-27/09/19 - Lieutenant-Colonel au 80e régiment d'infanterie, commandant de la 63e brigade, affectation à l'armée d'Orient
- 24/01/20-08/07/21 - Lieutenant-Colonel au 45e régiment d'infanterie
- 08/07/21-25/06/23 - Affecté au commandement du 6e régiment de tirailleurs algériens
- 25/06/23-02/09/26 - Promu Colonel au 6e régiment de tirailleurs algériens
- 16/09/27-28/06/28 - Colonel commandant la 1re brigade d'infanterie de Tunisie et Commandant militaire de Tunis
- 28/06/28-20/03/33 - Promu Général de Brigade (07/12/28) et Chef du service historique de l'état-major de l'Armée
- 20/03/33-08/12/34 - Promu Général de Division adjoint au commandant supérieur des troupes de Tunisie
- 08/12/34-22/01/36 - Commandant supérieur des troupes de Tunisie
- 22/01/36-01/05/40 - Placé dans la section de réserve de l'État Major général de l'Armée
- 01/05/40-01/07/40 - Chargé du recrutement, de l'organisation et de l'instruction des militaires norvégiens rassemblés sur le territoire français

## Publications
- Annibal dans les Alpes, Paris, 1902
- Les premières mitrailleuses (1342- 1725), Paris, Chapelot et Cie, 1907
- Souvenirs de Casablanca, Paris, 1912, Hachette et Cie.
- L'Expédition de Fez. Avec 114 photographies et deux cartes. Introduction de M. le Maréchal Lyautey. Préface du général Moinier,Berger-Levrault 1924. (OCLC 458564561)
- L’Émir Abd-el-Kader 1808-1883, Hachette, 1925
- Les Belges sur l'Yser. Avec 18 photographies et 6 cartes, Berger-Levrault, 1929
- Conquête et pacification de l'Algérie, Paris, 1930
- L'expédition d'Alger 1830, Paris, Plon, 1930
- Récits d’Afrique, Sidi-Brahim, Paris, Charles-Lavauzelle, 1930
- Cahier du Centenaire de l’Algérie, tome IV, 1930
- Les grands soldats de l'Algérie, 1930
- Les Armées françaises d'Outre-mer : conquête et pacification de l'Algérie, Villain et Bar (Impr.), 1931
- L'Armée d'Afrique de 1830 à 1852, Paris, Plon, 1936
- La Légion étrangère en Espagne, 1835-1839, Paris, Henri Charles-Lavauzelle, 1938, 757 p.
- L'Empire Français, Paris, Flammarion, 1943
- Argentine. Terre promise, Paris, Hachette, 1943 – Recueil de voyage.
- Argentine terre promise, Hachette, 1946
- Franchet d'Esperey, Flammarion, Paris, 1949, 309 p.
- Bugeaud et l’Algérie - Par l’épée et par la charrue

## Citation
« La civilisation, avec toutes les disciplines qu'elle comporte, n'a jamais pu être imposée à des pays retardataires autrement, que par la force. Aussi est-ce seulement grâce à ses armées que la France qui, parmi les nations apparaît si particulièrement pénétrée de sentiments d'humanité et de générosité, a pu faire régner la paix en Algérie, en Tunisie et au Maroc. »
— Paul Azan, Les grands soldats de l'Algérie, 1930

## Décorations

### Françaises
- Grand officier de la Légion d'honneur (20 décembre 1935), chevalier (30 décembre 1914), officier (24 octobre 1915), commandeur (21 décembre 1926)
- Croix de guerre 1914–1918 avec 2 palmes
- Croix de guerre des Théâtres d'opérations extérieurs avec 1 palme
- Médaille interalliée dite de la Victoire
- Médaille coloniale avec agrafe de vermeil « Maroc 1925-1926 »
- Médaille commémorative du Maroc avec agrafes « Casablanca » « Oudjda »
- Médaille commémorative de la Grande Guerre

### Décorations étrangères importantes
- Espagne : Croix du mérite militaire (6 mai 1927)
- Italie : officier de l'Ordre de la Couronne Italienne
- Royaume-Uni : Distinguished Service Order (8 août 1920)
- Tunisie : officier (21 novembre 1905) puis Grand officier (10 mars 1929) du Nicham Iftikhar
- Maroc : officier du Ouissam Hafidien (12 juin 1913)
- Monténégro : Chevalier de l'Ordre du prince Danilo Ier

## Sources
- Dossier militaire au SHD : 13 Yd 859.

- Gavin Bowd, « Les guerres et les mots du général Azan », Travaux de la Société d'émulation du Jura,‎ 2010, p. 353-364.
- DA SHD - Fonds d'archives centre de documentation de la Légion étrangère.[précision nécessaire]

- Ressources relatives à la recherche :   - Académie des sciences d'outre-mer
  - La France savante
  - Persée
- Ressource relative à la littérature :   - Académie française (lauréats)
- Ressource relative à la vie publique :   - base Léonore
- Notices d'autorité :   - VIAF
  - ISNI
  - BnF (données)
  - IdRef
  - LCCN
  - GND
  - Pays-Bas
  - Pologne
  - Israël
  - NUKAT
  - Portugal
  - WorldCat